# Carlos de Sigüenza y Góngora
Carlos de Sigüenza y Góngora (Cidade do México, 14 de agosto de 1645 – Cidade do México, 22 de agosto de 1700) foi um dos primeiros grandes intelectuais nascidos no vice-reino de Nova Espanha. Polímata e escritor, galgou na colônia vários cargos políticos e acadêmicos.

## Início da carreira
Sigüenza nasceu na Cidade do México em 1645. Estudou matemática e astronomia sob os cuidados de seu pai, um Peninsular que fora tutor para a família real espanhola
Sigüenza ingressou na Ordem Jesuítica como um noviço em 17 de Agosto de 1660, tomando os votos em 15 de Agosto de 1662 em Tepotzotlán, mas deixou a ordem (ou foi expulso) em 1667 ou 1669. Em 20 de Julho de 1672 foi nomeado para a cátedra de matématica e ciências exatas na Universidade do México, sendo ordenado padre no ano seguinte. Foi capelão do Hospital del Amor de Dios (hoje Academia de San Carlos) de 1682 até sua morte. Era bastante conhecido no vice-reino como um erudito. Foi também poeta, escritor, historiador, filósofo, cartógrafo, e cosmógrafo. Seu prestígio era tal que o rei Luís XIV tentou persuadi-lo para que fosse à Paris.
Publicou seu primeiro poema em 1662. Em 1671, publicou um almanaque. Em 1693, El Mercurio Volante, o primeiro jornal de Nova Espanha.
Durante a década de 1680, escreveu histórias do México, especulando que os Olmecas teriam migrado ao Novo Mundo via Atlântida e que o apóstolo São Tomé evangelizara os nativos pouco depois da morte de Cristo.

## A coleção Ixtlilxochitl-Sigüenza-Boturini
No hospital, tornou-se amigo íntimo de Juan de Alva Ixtlilxochitl,  que colocou a sua disposição uma vasta coleção de documentos de seus ancestrais, incluindo os escritos de Fernando de Alva Cortés Ixtlilxochitl e dos reis de Texcoco. Em 1668 Sigüenza iniciou seus estudos de história Asteca e escrita Tolteca. Quando da morte de Ixtlilxochitl, herdou sua coleção de documentos, devotando seus últimos dias ao estudo da História do México. (Para informações a respeito do destino desses documentos após a morte de Sigüenza, ver Lorenzo Boturini Bernaducci).

## A Virgem de Guadalupe
Junto com esses documentos supostamente haveria um códice com um "mapa" documentando a aparição da Virgem Maria em 1531 como Nossa Senhora de Guadalupe, que Luis Becerra Tanco afirmou ter visto na introdução de sua defesa da tradição da aparição da virgem, de 1666.

## Geógrafo Real
Em 1691 preparou o primeiro mapa de Nova Espanha. Também desenhou mapas hidrográficos do Vale do México. Em 1692 Carlos II da Espanha nomeou-o geógrafo oficial da colônia. Como tal, participou de uma expedição à Baía de Pensacola, na Florida, em 1692, procurando fronteiras defensivas contra os franceses. Mapeou a região e a nascente do Rio Mississippi.

## Resgate de documentos dos arquivos de Nova Espanha
Em 1692 houve uma enchente terrível em Nova Espanha e uma praga nas colheitas de trigo. Isto causou uma grande escassez de alimentos. Sigüenza foi capaz de identificar a causa da praga no trigo como um pequeno inseto chamado chiahuiztli. Não havia milho suficiente na capital e muitos passavam fome. Em 8 de Junho de 1692 uma multidão se reuniu em frente ao palácio do vice-reino. Jogaram pedras e atearam fogo nos arquivos. Sigüenza salvou a maioria dos documentos e algumas pinturas, arriscando a própria vida. Este ato preservou um número considerável de documentos do México colonial que de outra maneira teriam se perdido. Posteriormente o próprio Sigüenza escreveria sobre esses eventos.

## Fim da carreira e morte
Em 1694, aposentou-se da Universidade e aparentemente voltou a ordem jesuítica.
Em Novembro de 1699 Sigüenza foi nomeado corregedor geral (examinador de livros) para a Inquisição. Morreu em 1700 no Hospital del Amor de Dios na Cidade do México, onde passou a maior parte de sua carreira. Deixou seu corpo para a ciência, e sua biblioteca particular para o Colégio Jesuítico de San Pedro y San Pablo. Ele também deixou um número considerável de manuscritos não publicados, sendo que apenas fragmentos destes restaram após a expulsão dos jesuítas do vice-reinado.

## Obras
- Oriental planeta evangélica, epopeya sacropanegyrica al apostol grande de las Indias S. Francisco Xavier (1662)
- Primavera indiana, poema sacrohistórico, idea de María Santíssima de Guadalupe (1662)
- Las Glorias de Queretaro (1668) (poema)
- Teatro de virtudes políticas que constituyen a un Príncipe (1680)
- Glorias de Querétaro en la Nueva Congregación Eclesiástica de María Santíssima de Guadalupe… y el sumptuoso templo (1680)
- Libra astronomica (1681)
- Manifiesto philosóphico contra los cometas despojados del imperio que tenían sobre los tímidos (1681)
- Triunfo parthénico que en glorias de María Santíssima… celebró la… Academia Mexicana (1683)
- Parayso Occidental, plantado y cultivado en su magnífico Real Convento de Jesüs María de México (1684)
- Piedad heroica de Don Hernando Cortés, Marqués del Valle (1689)
- Infortunios que Alonso Ramírez natural de la ciudad de S. Juan de Puerto Rico padeció… en poder de ingleses piratas (1690)
- Libra astronómica y philosóphica en que…examina… lo que a [Sigüenza's] Manifiesto… contra los Cometas… opuso el R.P. Eusebio Francisco Kino (1691)
- Relación de lo sucedido a la armada de Barloventoen la isla de Santo Domingo con la quelna del Guarico (1691)
- Trofeo de la justicia española en el castigo de la alevosía francesa (1691)
- Descripción del seno de Santa María de Galve, alias Panzacola, de la Mobila y del Río Misisipi (1693)
- Elogio fúnebre de Sor Juana Inés de la Cruz (1695)